# Hofanlage Ördekenbrück
Die Hofanlage Ördekenbrück mit dem Dreimädelhaus in Kirchseelte, Samtgemeinde Harpstedt, Dorfstraße 23, stammt von 1767. Das Hauptgebäude ist heute ein Gasthaus und Hotel.
Das Ensemble steht unter Denkmalschutz (Siehe auch Liste der Baudenkmale in Kirchseelte).

## Geschichte
Oerdekenbrück wurde 1606 erstmals als ein Ortsteil von Kirchseelte erwähnt. Das Land der Hofanlage war seit 1600 im Besitz der Familie Ahrens, die eine Beibauernstelle errichteten und Landwirtschaft betrieben. Ahrend Ahrents baute 1767 das erhaltene Bauernhaus und kurz danach die Alte Kate und die Scheune auf der gegenüberliegenden Straßenseite. Er hatte zudem eine Braukonzession für Bier und Korn und betrieb einen Ausschank. Weiterhin war er herzoglicher Holzvogt für die Forste in Kirchseelte sowie Zöllner im Grenzbereich am Klosterbach. Auch einige Nachkommen waren königlich-hannoversche Holzvogte. Der Gasthof war auch Zollstation an der Grenze mit damals häufiger wechselnden Hoheitsgebieten (Grafschaften Gft. Hoya, Gft. Diepholz, Wildeshausen, Gft. Delmenhorst).
Als 1922 die Delmenhorst-Harpstedter Eisenbahn gebaut war, besuchten die Bremer verstärkt das Gasthaus. Der Name Dreimädelhaus geht um 1927 auf den Besitzer Heinrich Ahrents und seine drei Töchter zurück. Eines der drei „Mädels“ heiratete Karl Kattau; die Familie ist bis heute Eigentümer des Anwesens.
Die Anlage besteht aus

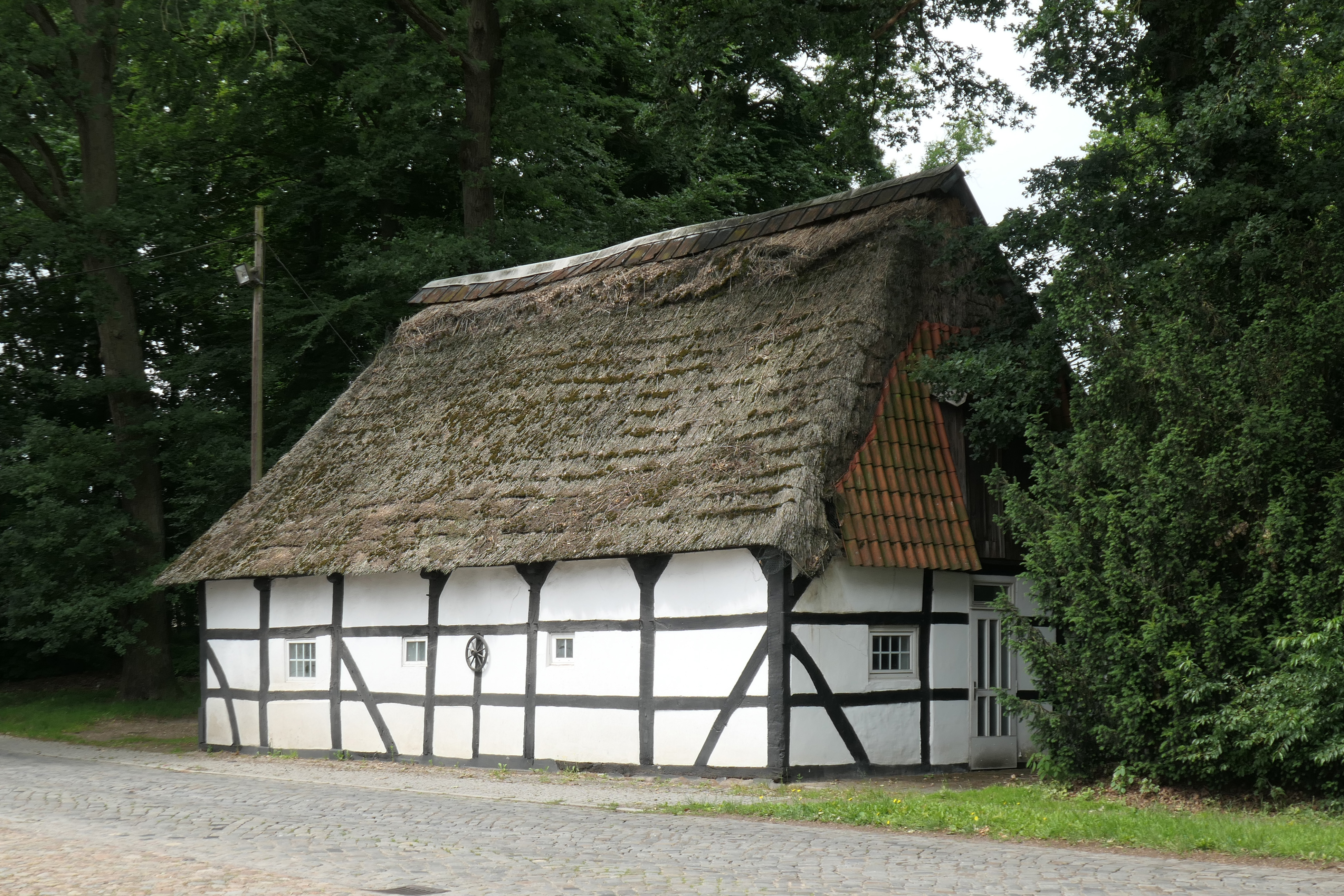
Die Scheune

- dem eingeschossigen giebelständige Dreimädelhaus von 1767 als Zweiständerhallenhaus in Fachwerk mit Steinausfachungen, einem reetgedeckten Krüppelwalmdach und Niedersachsengiebel mit Uhlenloch sowie der Grooten Door mit geradem Abschluss,
  - den beiden jüngeren Anbauten an den Traufseiten,
  - und einem neueren rückwärtigen massiven Anbau (beide nicht denkmalgeschützt),
- dem Speicher (Alte Kate) als Fachwerkhaus von 1768/69,
- der Scheune als Fachwerkhaus von 1768/69,
- der Hofpflasterung mit Kopfsteinen.

Das sanierte Haus ist heute (2022) Restaurant, Tagungsstätte und Hotel, betrieben von der Familie Heinrich Kattau.